# Éleuthère Mascart

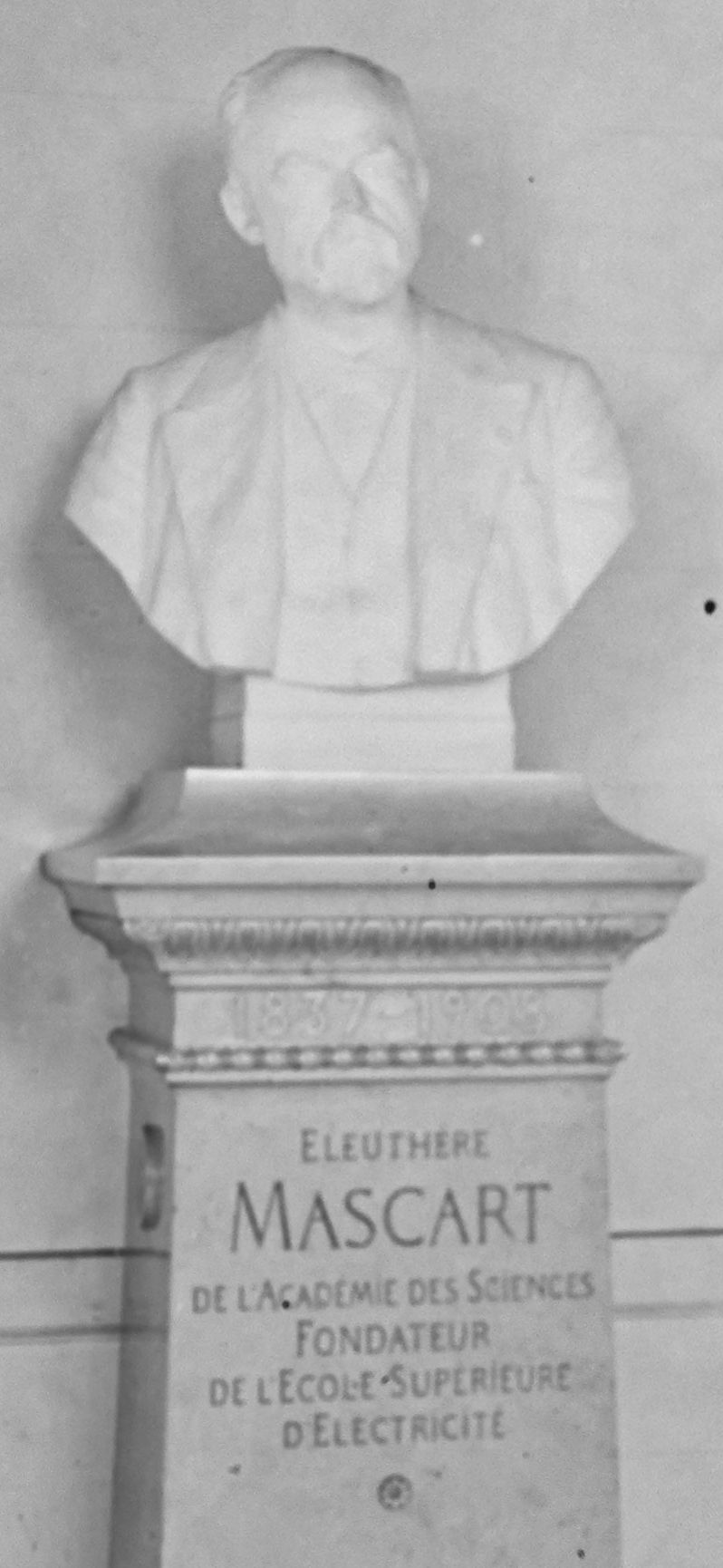
Éleuthère Mascart.

Éleuthère Élie Nicolas Mascart, född 20 februari 1837 i Quarouble, nuvarande departementet Nord, död 26 augusti 1908 i Paris, var en fransk fysiker och meteorolog. Han var morfar till Léon Brillouin.
Mascart blev 1864 professor i fysik vid Collège Chaptal och 1872 Henri Victor Regnaults efterträdare som professor i fysik vid Collège de France. År 1878 blev han föreståndare för den meteorologiska centralanstalten. Han invaldes som ledamot av Kungliga Vetenskapsakademien år 1896.
Mascart ägnade sig främst åt elektricitet, optik och meteorologi, konstruerade åtskilliga instrument och utgav en rad högt ansedda läroböcker: Éléments de mécanique (1866), Traité d'électricité statique (två band, 1876), Instruction météorologique (1881), Leçon sur l'électricité et le magnétisme (tillsammans med Joubert, två band, 1882–1886), Traité d'optique (två band, 1889–1891) och slutligen en lärobok i jordmagnetism (1900).